# Parafia Matki Bożej Częstochowskiej w Jaśle
Parafia Matki Bożej Częstochowskiej w Jaśle – rzymskokatolicka parafia znajdująca się w diecezji rzeszowskiej, w dekanacie jasielskim wschodnim.
Erygowana 5 grudnia 1995 r. dekretem bpa Kazimierza Górnego.
W czerwcu 2010 r. teren parafii nawiedziła powódź.